# Te cunosc de undeva! (Sezonul 19)
Sezonul 19 al emisiunii de divertisment Te cunosc de undeva! a debutat la Antena 1 pe 1 aprilie 2023.
Emisiunea este prezentată de Alina Pușcaș și Pepe.
Juriul este format din Andreea Bălan, Ozana Barabancea, Mihai Petre, Aurelian Temișan și Cristian Iacob.

## Format
Emisiunea constă în provocarea unor celebrități de a interpreta diferiți artiști muzicali săptămânal, aleși de către o "ruletă". Artiștii sunt apoi notați de către juriu.
Fiecare cuplu "se transformă" în alt artist în fiecare săptămână și interpretează o piesă muzicală, de asemenea acesta trebuie să și interpreteze dansul artistului respectiv. "Ruleta" poate să aleagă orice artist tânăr sau bătrân sau chiar un artist de sex opus sau decedat. Nou in acest sezon este faptul ca fiecare jurat va putea acorda, o singură dată pe sezon, un bonus de 100 de puncte unui cuplu, bonus care poate produce schimbări drastice în clasament.
La momentul extragerii următoarei melodii, un cuplu va putea primi doar un semn de întrebare pe led-urile din platou și un sunet distorsionat. Aceștia vor afla piesa misterioasă abia în repetițile ediției următoare.

## Cupluri de vedete
- Adda & Radu Bucălae
- Amna & Misha
- Anca Țurcașiu & Jean Gavril
- Andrei Ursu & Emilian
- Codruța Sanfira & Valentin Sanfira
- CRBL & Radu Țibulcă
- Cristina Stroe & Damian Drăghici
- Nicole Cherry & Juno

## Interpretări
Legendă:
     Câștigător
| Concurent                        | Ediția 1                           | Ediția 2                        | Ediția 3                | Ediția 4                 | Ediția 5                                  | Ediția 6                | Ediția 7                        |
| -------------------------------- | ---------------------------------- | ------------------------------- | ----------------------- | ------------------------ | ----------------------------------------- | ----------------------- | ------------------------------- |
| Adda & Radu Bucălae              | Mary Poppins                       | Loredana                        | Opus                    | Madonna                  | Anastasia Lazariuc & Mihai Constantinescu | Katy Perry & Snoop Dogg | Netta                           |
| Amna & Misha                     | Delia                              | Maluma & Jennifer Lopez         | LMFAO                   | Jessie J & Ariana Grande | Natalia Oreiro                            | Guns N'Roses            | Connect-R & Raluka              |
| Anca Țurcașiu & Jean Gavril      | Sarah Brightman & Antonio Banderas | Tina Turner                     | Benone Sinulescu        | Dhanush & Sai Pallavi    | Dua Lipa                                  | Toto Cutugno            | Anda Călugăreanu & Toma Caragiu |
| Andrei Ursu & Emilian            | Sam Smith & Kim Petras             | Modern Talking                  | Dalida                  | Ozuna & Cardi B          | Wham!                                     | Valahia                 | Thalia                          |
| Codruța & Valentin Sanfira       | Christina Aguilera & Pitbull       | Gloria Estefan                  | Smiley & Juno           | Salt-N-Pepa              | Diana Matei                               | Elton John & Kiki Dee   | Alice Cooper                    |
| CRBL & Radu Țibulcă              | Marilyn Manson                     | Daler Mehndi                    | Cher                    | Cargo                    | David Lee Roth                            | The Bangles             | Robbie Williams & Olly Murs     |
| Cristina Stroe & Damian Drăghici | Luciano Pavarotti & Bryan Adams    | Sofia Vicoveanca                | Verka Serduchka         | Rod Stewart              | Adele                                     | B.U.G. Mafia & Nico     | Patti Labelle & Joe Cocker      |
| Nicole Cherry & Juno             | Miley Cyrus                        | Justin Timberlake               | Steven Tyler & Eminem   | Mawaca Dumbala           | Ottawan                                   | Pharrell Williams       | Shakira & Wyclef Jean           |
|                                  |                                    |                                 |                         |                          |                                           |                         |                                 |
| Concurent                        | Ediția 8                           | Ediția 9                        | Ediția 10               | Ediția 11                | Ediția 12                                 | FINALA                  |                                 |
| Adda & Radu Bucălae              | The Weeknd                         | Kaoma                           | Gașca Zurli             | Queen                    | Stromae                                   | Harry Styles            |                                 |
| Amna & Misha                     | Elma Sinanovic                     | Nicole Scherzinger & A.R.Rahman | P!NK                    | Muro Shavo               | Rafaga                                    | La Bouche               |                                 |
| Anca Țurcașiu & Jean Gavril      | Nicki Minaj & Bebe Rexha           | Gogol Bordello                  | Celine Dion & Anastacia | Billy Idol & Miley Cyrus | Marilyn Monroe                            | Fergie                  |                                 |
| Andrei Ursu & Emilian            | Puya & Tudor Chirilă               | Takeo Ischi                     | Ava Max                 | Imagine Dragons          | Chicago                                   | Michael Jackson         |                                 |
| Codruța & Valentin Sanfira       | Lady Gaga                          | Ricky Martin                    | Marina Voica            | Sean Paul & Blu Cantrell | Eva Simons                                | Mădălina Manole         |                                 |
| CRBL & Radu Țibulcă              | Barbra Streisand & Louis Armstrong | Corina & Skizzo Skills          | Screamin' Jay Hawkins   | Carla's Dreams           | Cab Calloway                              | Eminem                  |                                 |
| Cristina Stroe & Damian Drăghici | King Africa                        | Mihaela Mihai                   | Zdob și Zdub            | Aneka                    | Bonnie Tyler                              | Romica Puceanu          |                                 |
| Nicole Cherry & Juno             | Cleopatra Stratan                  | Charlie Chaplin                 | Sia                     | Bambi                    | Andra & Cabron                            | Rihanna & Jay-Z         |                                 |

## Scor total
Legenda
Numere roșii indică concurentul care a obținut cel mai mic scor.
Numere verzi indică concurentul care a obținut cel mai mare scor.
     indică concurentul care a părăsit competiția.
     indică concurentul câștigător.
     indică concurentul de pe locul 2.
     indică concurentul de pe locul 3.
| Concurent             | Cel mai mic scor inclusiv finala | Cel mai mare scor inclusiv finala | 1  | 2  | 3   | 4   | 5  | 6  | 7   | 8  | 9   | 10 | 11 | 12 | Public | locuri | Total (1-12) | Finala | Locuri |
| --------------------- | -------------------------------- | --------------------------------- | -- | -- | --- | --- | -- | -- | --- | -- | --- | -- | -- | -- | ------ | ------ | ------------ | ------ | ------ |
| Adda & Radu Bucălae   | 25                               | 409                               | 51 | 55 | 37  | 162 | 49 | 59 | 41  | 31 | 25  | 38 | 44 | 75 | 314    | 4      | 981          | 4      | 409    |
| Amna & Misha          | 27                               | 65                                | 35 | 43 | 37  | 54  | 36 | 65 | 38  | 40 | 38  | 55 | 38 | 27 | 251    | 8      | 757          | ―      | ―      |
| Anca & Jean           | 32                               | 71                                | 49 | 65 | 32  | 71  | 43 | 32 | 37  | 53 | 39  | 34 | 56 | 60 | 306    | 6      | 877          | ―      | ―      |
| Andrei Ursu & Emilian | 39                               | 525                               | 48 | 51 | 165 | 56  | 52 | 39 | 40  | 41 | 49  | 49 | 65 | -  | -      | 1      | FINALIȘTI    | 1      | 525    |
| Codruța & Valentin    | 31                               | 73                                | 36 | 31 | 40  | 40  | 36 | 39 | 32  | 73 | 50  | 37 | 51 | 37 | 311    | 7      | 803          | ―      | ―      |
| CRBL & Radu Țibulcă   | 31                               | 450                               | 61 | 43 | 41  | 31  | 95 | 31 | 46  | 58 | 43  | 72 | 63 | 48 | 356    | 3      | 988          | 2      | 450    |
| Cristina & Damian     | 32                               | 173                               | 63 | 46 | 66  | 33  | 32 | 58 | 173 | 35 | 41  | 33 | 36 | 36 | 282    | 5      | 934          | ―      | ―      |
| Nicole & Juno         | 27                               | 448                               | 37 | 46 | 62  | 33  | 37 | 57 | 73  | 49 | 295 | 62 | 27 | 37 | 324    | 2      | 1139         | 3      | 448    |

WRS și Emilian au câștigat duelul pe echipe și au intrat direct în finală. Aceștia nu au mai fost punctați în semifinală de juriu, concurenți sau public.